# Bomarea acutifolia
Bomarea acutifolia là một loài thực vật có hoa trong họ Alstroemeriaceae. Loài này được (Link & Otto) Herb. miêu tả khoa học đầu tiên năm 1837.